# Повітрянодесантна школа Армії США
Повітрянодесантна школа армії США (англ. United States Army Airborne School) — навчально-тренувальний заклад армії США з базової курсової підготовки парашутистів (десантників) для усіх збройних сил країни. Базується на фондах 1-го батальйону 507-го парашутного полку, піхотної школи армії США у форті Беннінг. В програмі школи беруть участь військовослужбовці добровольці з регулярних формувань армії (офіцери, сержанти та солдати), флоту, морської піхоти та Повітряних сил країни, а також курсанти резервних навчальних підрозділів та іноземні кандидати.

## Відео
- US Army Airborne School, Fort Benning, GA
- US Army Airborne School